# José Didier Tonato
José Didier Tonato est un homme politique béninois. Il est, depuis le mois d'octobre 2017, le ministre du Cadre de vie et du Développement durable dans le gouvernement du président Patrice Talon,,,,.

## Biographie
José Didier Tonato est originaire de Grand-Popo, une ville côtière située dans le sud-ouest du Bénin, dans la baie du Bénin, près de la frontière bénino-togolaise dans le département du Mono. Urbaniste de formation, il est le fondateur d’une agence spécialisée dans l’urbanisme et l'habitat. Cette agence fait des études et donne des conseils aux partenaires de développement, aux communes et aux états essentiellement sur les politiques de développement urbain, du foncier, de la décentralisation, de la gestion urbaine, de l’aménagement du territoire, de l’habitat et de l’environnement.  

## Carrière
Même si via son agence José Didier Tonato connaît déjà bien le monde politique, ses premiers pas dans le domaine se font véritablement à partir de 1999. En effet, de 1999 à 2002 et de 2002 à 2004 il est respectivement directeur adjoint et directeur de cabinet du ministère béninois de l’Environnement, de l’Habitat et de l’Urbanisme.En 2004, il est le gestionnaire de programme Habitat des Nations unies pour le Bénin. De 2009 à 2010, il est coordonnateur pays pour l’étude sur l’évaluation du cadre d’analyse de la gouvernance foncière au Bénin à la banque mondiale. De 2008 à 2011, il est expert national maîtrise d’ouvrage communale pour le projet PACTE de l'Union européenne. A partir de 2013, il est le planificateur en chef du développement urbain à la banque africaine de développement.
Après les élections de 2016  au Bénin dont Patrice Talon est le vainqueur, José Didier Tonato se voit confier le portefeuille de l'ex ministère de l’Environnement, de l’Habitat et de l’Urbanisme (MEHU) qui devient le ministère du Cadre de vie et du Développement durable,.
Au lendemain de sa prestation de serment le dimanche 23 mai 2021 à Porto-Novo capitale du Bénin à la suite de sa victoire aux élections présidentielles de 2021, Patrice Talon lui réitère sa confiance et le maintient dans son nouveau gouvernement,,.